# Sarcófago Dogmático

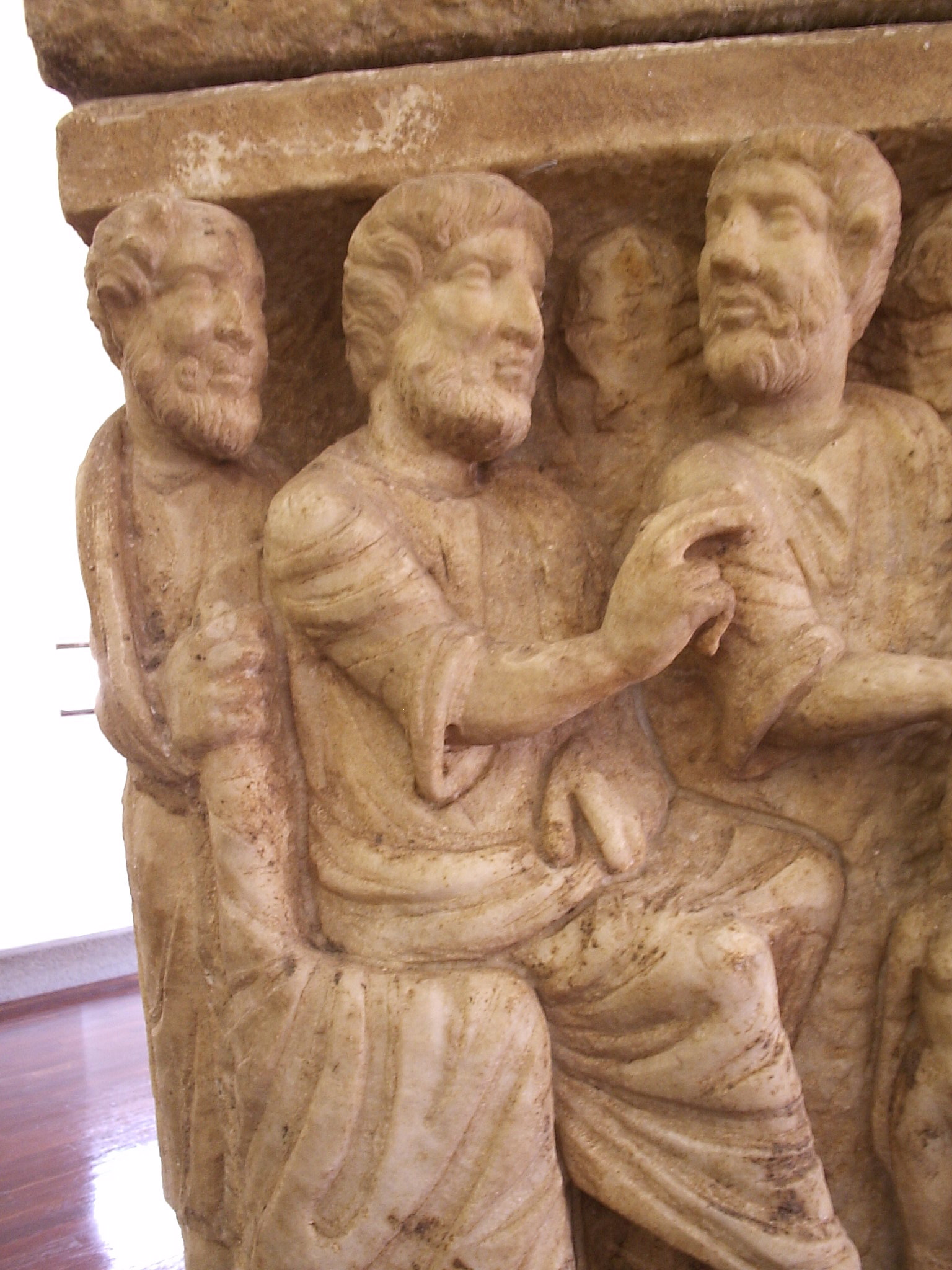
Três figuras semelhantes, representando a Trindade, estão envolvidas na criação de Eva, cuja figura muito menor está cortada no canto inferior direito. À sua direita, Adão está deitado no chão.

O Sarcófago Dogmático, também conhecido como "Sarcófago da Trindade", é um sarcófago cristão primitivo que data de 320–350, agora nos Museus do Vaticano (Vaticano 104). Foi descoberto no século 19 durante as obras de reconstrução da basílica di San Paolo fuori le Mura, em Roma, Itália .
Juntamente com o Sarcófago de Junius Bassus, é um dos mais importantes exemplos de escultura cristã-romana da era Constantina . O seu nome deriva das suas claras referências aos dogmas do Concílio de Nicéia (325), em particular ao facto de Cristo ser consubstancial a Deus Pai, como mostrado (por exemplo) pela cena de uma figura com o aparecimento de Jesus entre Adão e Eva, embora seja menos claro se a figura deve ser entendida como Cristo ou Deus Pai - o ponto dogmático funciona de qualquer maneira.